# Щ-130
«Щ-130» — советская дизель-электрическая торпедная подводная лодка времён Второй мировой войны, принадлежит к серии X проекта Щ — «Щука».

## История корабля
Лодка была заложена 7 августа 1934 года на заводе № 194 «имени А. Марти» в Ленинграде, в 1935 году в виде секций перевезена по железной дороге на завод № 202 «Дальзавод» во Владивостоке, спущена на воду 8 июня 1935 года, 11 декабря 1936 года вошла в состав 34 дивизиона 3 бригады подводных лодок Тихоокеанского флота с базированием в Находке.

### Служба
Начало ВОВ встретила в составе 12-го дивизиона подводных лодок 1 отдельной дивизии подводных лодок ТОФ в Находке.
31 августа 1943 года во время ночных торпедных стрельб в заливе Америка из-за нарушения командиром «Щ-128» правил навигации «Щ-128» на полной скорости нанесла таранный удар в борт «Щ-130». Командир «Щ-130» В. Стеценко, видя неизбежность удара, успел задраить люк рубки и отдать команду «Аварийная тревога». В результате столкновения лодка получила пробоину размером 1 метр на 30 сантиметров в прочном корпусе и затонула на глубине 38 метров, зарывшись кормой на 6 метров в ил. В аварийном кормовом отсеке остались старшина группы трюмных Иван Сидорович Орлов и старшина 2-й статьи Василий Носик. Воздушный пузырь, оставшийся в затопленном смесью воды и топлива отсеке некоторое время позволял им дышать и, ныряя, закрыть клапаны осушения трюма. Когда подошло спасательное судно «Находка» и к лодке спустились водолазы стало ясно, что на подъём корабля потребуется не менее пяти часов и надежда на спасение двух запертых моряков пропала. 2 сентября «Щ-130» была поднята. После инцидента экипаж «Щ-130» перевели на черноморский флот, а экипаж «Щ-128» попросил перевести его в полном составе на «Щ-130» для устранения последствий аварии. Через полгода «Щ-130» была отремонтирована и вернулась в строй.
Начало боевых действий против Японии 9 августа 1945 года «Щ-130» встретила в составе 12 дивизиона 4 бригады подводных лодок с базированием в Находке. В боевых действиях не участвовала.
10 июня 1949 года переименована в «С-130».
9 ноября 1956 года выведена из боевого состава флота, поставлена на консервацию.
29 марта 1957 года разоружена и отправлена на перестройку в учебно-тренировочную станцию.
17 апреля 1957 года переименована в «УТС-71».
5 октября 1958 года исключена из списка судов.
31 декабря 1958 года расформирована, отправлена на разоружение, демонтаж и разделку на металл.

## Командиры лодки
- … — сентябрь 1943 — … - В. Стеценко
- … — 9 августа 1945 — 3 сентября 1945 — … - А. А. Александровский